# Epixiphium
Epixiphium es un género con dos especies de plantas con flores perteneciente a la familia Scrophulariaceae. 

## Especies seleccionadas
- Epixiphium wislizeni
- Epixiphium wislizenii

- Datos: Q2720413
- Especies: Epixiphium